# Sextius virescens
Sextius virescens är en insektsart som beskrevs av Leon Fairmaire. Sextius virescens ingår i släktet Sextius och familjen hornstritar. Inga underarter finns listade i Catalogue of Life.

## Bildgalleri

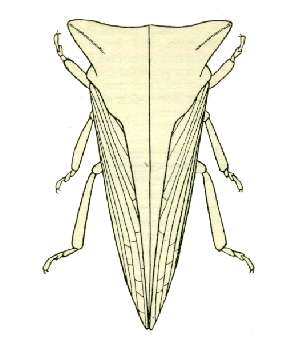